# ایمان‌گولوو (شهرستان اوچالینسکی، باشقیرستان)
ایمان‌گولوو (انگلیسی: Imangulovo, Uchalinsky District, Republic of Bashkortostan) یک شهرک در شهرستان اوچالینسکی استان باشقیرستان کشور روسیه است.